# Anciaux Henry de Faveaux
Anciaux Henry de Faveaux is een sinds 1932 Belgische adellijke familie.

## Geschiedenis
De bewezen stamreeks begint met Arnould Anciaux wiens zoon in 1682 werd gedoopt, tevens eerste vermelding inzake dit geslacht. Er traden verscheidene burgemeesters van Glimes op, medici, een burgemeester van Geldenaken en een ambassadeur.
In 1914 verkreeg Fernand Anciaux (1862-1954) bij Koninklijk Besluit naamswijziging tot Anciaux Henry de Faveaux voor hem en zijn nageslacht, de laatste toevoeging zijnde de naam van zijn maternelle grootmoeder. In 1932 werd hij verheven in de Belgische adel waardoor hij en zijn nageslacht de titel jonkheer/jonkvrouw verkregen. Zijn zoon verkreeg in 1959 de titel van ridder, overgaand bij recht van eerstgeboorte op, voor de eerste keer, zijn tweede zoon, dus met voorbijgaan van zijn eerste, toen ongetrouwde zoon.

### Wapenbeschrijvingen
- 1932: In lazuur, drie naast elkaar gerangschikte s[c]epters der gerechtigheid van goud, paalsgewijs geplaatst, het schildhoofd van zilver, beladen met een halven leeuw begeleid van twee ruiten, alles van keel. Het schild getopt met eenen helm van zilver, getralied, gehalsband en omboord van goud, gevoerd en gehecht van keel, met wrong en dekkleeden van lazuur en van zilver. Helmteeken: een schepter der gerechtigheid van het schild, tusschen een vlucht van lazuur. Wapenspreuk: 'Justitia et fides' van lazuur, op een lossen band van zilver.
- 1959: In lazuur, drie naast elkaar gerangschikte s[c]epters der gerechtigheid van goud, paalsgewijs geplaatst, het schildhoofd van zilver, beladen met een halven leeuw begeleid van twee ruiten, alles van keel. Het schild overtopt met een helm van zilver, gekroond, getralied, gehalsband en omboord van goud, gevoerd en gehecht van keel, met dekkleden van azuur en van zilver. Helmteken: een s[c]epter der gerechtigheid van het schild, tussen een vlucht van azuur. Wapenspreuk: 'Justitia et fides' van azuur, op een losse band van zilver. Bovendien voor de [titularis] ... het schild getopt met een ridderkroon.

## Enkele telgen
Jhr. Fernand Anciaux Henry de Faveaux (1862-1954), raadsheer bij het Hof van Beroep van Luik
- Charles ridder Anciaux Henry de Faveaux (1889-1974), raadsheer bij het Hof van Cassatie
  - Prof. jhr. dr. Michel Anciaux Henry de Faveaux (1919-2005), zoöloog
  - Pierre ridder Anciaux Henry de Faveaux (1920-1995), ambassadeur
    - Eric ridder Anciaux Henry de Faveaux (1950), advocaat, chef de famille

### Adellijke allianties
- De Nonancourt (1926), Van den Bosch (1946), Orban de Xivry (1953), Du Bois de Vroylande (1963), De Moreau (1963), Cornet d'Elzius de Peissant (1970), Van Innis (1970), De Villegas de Saint Pierre Jette (1970), De Bernard de Fauconval (1992), De Cartier d'Yves (2002), De Lannoy (2013)